# Rosmalen Open
Il Rosmalen Open, conosciuto dal 2018 come Libéma Open per motivi di sponsorizzazione, è un torneo di tennis professionistico facente parte delle categorie ATP 250 maschile e WTA 250 femminile. Si gioca sui campi in erba dell'Autotron Rosmalen a Rosmalen, località situata nel comune di 's-Hertogenbosch, nei Paesi Bassi.
Inaugurato nel 1990, inizialmente si giocarono solo i tornei maschili facenti parte dell'ATP Tour. I tornei femminili del WTA Tour furono aggiunti nel 1996. Le edizioni del 2020 e del 2021 non furono disputate a causa della pandemia di COVID-19.

## Finali passate

### Singolare maschile
| Anno      | Campione                              | Finalista                             | Punteggio                             |
| --------- | ------------------------------------- | ------------------------------------- | ------------------------------------- |
| 2025      | Gabriel Diallo                        | Zizou Bergs                           | 5–7, 6–7                              |
| 2024      | Alex de Minaur                        | Sebastian Korda                       | 6–2, 6–4                              |
| 2023      | Tallon Griekspoor                     | Jordan Thompson                       | 6(4)–7, 7–6(3), 6–3                   |
| 2022      | Tim van Rijthoven                     | Daniil Medvedev                       | 6–4, 6–1                              |
| 2021 2020 | Annullato per pandemia di Coronavirus | Annullato per pandemia di Coronavirus | Annullato per pandemia di Coronavirus |
| 2019      | Adrian Mannarino                      | Jordan Thompson                       | 7–6(7), 6–3                           |
| 2018      | Richard Gasquet                       | Jérémy Chardy                         | 6–3, 7–6(5)                           |
| 2017      | Gilles Müller                         | Ivo Karlović                          | 7–6(5), 7–6(4)                        |
| 2016      | Nicolas Mahut (3)                     | Gilles Müller                         | 6–4, 6–4                              |
| 2015      | Nicolas Mahut (2)                     | David Goffin                          | 7–6(1), 6–1                           |
| 2014      | Roberto Bautista Agut                 | Benjamin Becker                       | 2–6, 7–6(2), 6–4                      |
| 2013      | Nicolas Mahut (1)                     | Stan Wawrinka                         | 6–3, 6–4                              |
| 2012      | David Ferrer (2)                      | Philipp Petzschner                    | 6–3, 6–4                              |
| 2011      | Dmitrij Tursunov                      | Ivan Dodig                            | 6–3, 6–2                              |
| 2010      | Serhij Stachovs'kyj                   | Janko Tipsarević                      | 6–3, 6–0                              |
| 2009      | Benjamin Becker                       | Raemon Sluiter                        | 7–5, 6–3                              |
| 2008      | David Ferrer (1)                      | Marc Gicquel                          | 6–4, 6–2                              |
| 2007      | Ivan Ljubičić                         | Peter Wessels                         | 7–6(5), 4–6, 7–6(4)                   |
| 2006      | Mario Ančić (2)                       | Jan Hernych                           | 6–0, 5–7, 7–5                         |
| 2005      | Mario Ančić (1)                       | Michaël Llodra                        | 7–5, 6–4                              |
| 2004      | Michaël Llodra                        | Guillermo Coria                       | 6–3, 6–4                              |
| 2003      | Sjeng Schalken (2)                    | Arnaud Clément                        | 6–3, 6–4                              |
| 2002      | Sjeng Schalken (1)                    | Arnaud Clément                        | 3–6, 6–3, 6–2                         |
| 2001      | Lleyton Hewitt                        | Guillermo Cañas                       | 6–3, 6–4                              |
| 2000      | Patrick Rafter (3)                    | Nicolas Escudé                        | 6–1, 6–3                              |
| 1999      | Patrick Rafter (2)                    | Andrei Pavel                          | 3–6, 7–6(7), 6–4                      |
| 1998      | Patrick Rafter (1)                    | Martin Damm                           | 7–6(2), 6–2                           |
| 1997      | Richard Krajicek (2)                  | Guillaume Raoux                       | 6–4, 7–6(7)                           |
| 1996      | Richey Reneberg                       | Stéphane Simian                       | 6–4, 6–0                              |
| 1995      | Karol Kučera                          | Anders Järryd                         | 7–6(7), 7–6(4)                        |
| 1994      | Richard Krajicek (1)                  | Karsten Braasch                       | 6–3, 6–4                              |
| 1993      | Arnaud Boetsch                        | Wally Masur                           | 3–6, 6–3, 6–3                         |
| 1992      | Michael Stich                         | Jonathan Stark                        | 6–4, 7–5                              |
| 1991      | Christian Saceanu                     | Michiel Schapers                      | 6–1, 3–6, 7–5                         |
| 1990      | Amos Mansdorf                         | Aleksandr Volkov                      | 6–3, 7–6(3)                           |

### Doppio maschile
| Anno      | Campioni                              | Finalisti                                  | Punteggio                                  |
| --------- | ------------------------------------- | ------------------------------------------ | ------------------------------------------ |
| 2025      | Jordan Thompson Matthew Ebden         | Julian Cash Lloyd Glasspool                | 6–4, 3–6, [10–7]                           |
| 2024      | Nathaniel Lammons Jackson Withrow     | Wesley Koolhof Nikola Mektić               | 7–6(5), 7–6(3)                             |
| 2023      | Wesley Koolhof (2) Neal Skupski (2)   | Gonzalo Escobar Oleksandr Nedovjesov       | 7–6(1), 6–2                                |
| 2022      | Wesley Koolhof (1) Neal Skupski (1)   | Matthew Ebden Max Purcell                  | 4–6, 7–5, [10–6]                           |
| 2021 2020 | Annullato per pandemia di Coronavirus | Annullato per pandemia di Coronavirus      | Annullato per pandemia di Coronavirus      |
| 2019      | Dominic Inglot (2) Austin Krajicek    | Marcus Daniell Wesley Koolhof              | 6–4, 4–6, [10–4]                           |
| 2018      | Dominic Inglot (1) Franko Škugor      | Raven Klaasen Michael Venus                | 7–6(3), 7–5                                |
| 2017      | Łukasz Kubot (2) Marcelo Melo         | Raven Klaasen Rajeev Ram                   | 6–3, 6–4                                   |
| 2016      | Mate Pavić Michael Venus              | Dominic Inglot Raven Klaasen               | 3–6, 6–3, [11–9]                           |
| 2015      | Ivo Karlović Łukasz Kubot (1)         | Pierre-Hugues Herbert Nicolas Mahut        | 6–2, 7–6(9)                                |
| 2014      | Jean-Julien Rojer Horia Tecău (4)     | Santiago González Scott Lipsky             | 6–3, 7–6(3)                                |
| 2013      | Maks Mirny Horia Tecău (3)            | Andre Begemann Martin Emmrich              | 6–3, 7–6(4)                                |
| 2012      | Robert Lindstedt (2) Horia Tecău (2)  | Juan Sebastián Cabal Dmitrij Tursunov      | 6–3, 7–6(1)                                |
| 2011      | Daniele Bracciali František Čermák    | Robert Lindstedt Horia Tecău               | 6–3, 2–6, [10–8]                           |
| 2010      | Robert Lindstedt (1) Horia Tecău (1)  | Lukáš Dlouhý Leander Paes                  | 1–6, 7–5, [10–7]                           |
| 2009      | Wesley Moodie Dick Norman             | Johan Brunström Jean-Julien Rojer          | 7–6(3), 6(8)–7, [10–5]                     |
| 2008      | Mario Ančić Jürgen Melzer             | Mahesh Bhupathi Leander Paes               | 7–6(5), 6–3                                |
| 2007      | Jeff Coetzee Rogier Wassen            | Martin Damm Leander Paes                   | 3–6, 7–6(5), [12–10]                       |
| 2006      | Martin Damm (5) Leander Paes          | Arnaud Clément Chris Haggard               | 6–1, 7–6(3)                                |
| 2005      | Cyril Suk (5) Pavel Vízner (2)        | Tomáš Cibulec Leoš Friedl                  | 6–3, 6–4                                   |
| 2004      | Martin Damm (4) Cyril Suk (4)         | Lars Burgsmüller Jan Vacek                 | 6–3, 6(7)–7, 6–3                           |
| 2003      | Martin Damm (3) Cyril Suk (3)         | Donald Johnson Leander Paes                | 7–5, 7–6(4)                                |
| 2002      | Martin Damm (2) Cyril Suk (2)         | Paul Haarhuis Brian MacPhie                | 7–6(6), 6(6)–7, 6–4                        |
| 2001      | Paul Haarhuis (3) Sjeng Schalken      | Martin Damm Cyril Suk                      | 6–4, 6–4                                   |
| 2000      | Martin Damm (1) Cyril Suk (1)         | Paul Haarhuis Sandon Stolle                | 6–4, 6(5)–7, 7–6(5)                        |
| 1999      | Titolo non assegnato                  | Finale non disputata a causa della pioggia | Finale non disputata a causa della pioggia |
| 1998      | Guillaume Raoux Jan Siemerink (2)     | Joshua Eagle Andrew Florent                | 7–6(5), 6–2                                |
| 1997      | Jacco Eltingh Paul Haarhuis (2)       | Trevor Kronemann David Macpherson          | 6–4, 7–5                                   |
| 1996      | Paul Kilderry Pavel Vízner (1)        | Anders Järryd Daniel Nestor                | 7–5, 6–3                                   |
| 1995      | Richard Krajicek Jan Siemerink (1)    | Hendrik Jan Davids Andrej Ol'chovskij      | 7–5, 6–3                                   |
| 1994      | Stephen Noteboom Fernon Wibier        | Diego Nargiso Peter Nyborg                 | 6–3, 1–6, 7–6                              |
| 1993      | Patrick McEnroe Jonathan Stark        | David Adams Andrej Ol'chovskij             | 7–6, 1–6, 6–4                              |
| 1992      | Jim Grabb Richey Reneberg             | John McEnroe Michael Stich                 | 6–4, 6–7, 6–4                              |
| 1991      | Hendrik Jan Davids Paul Haarhuis (1)  | Richard Krajicek Jan Siemerink             | 6–3, 7–6                                   |
| 1990      | Jakob Hlasek Michael Stich            | Jim Grabb Patrick McEnroe                  | 7–6, 6–3                                   |

### Singolare femminile
| Anno      | Categoria                             | Campionessa                           | Finalista                             | Punteggio                             |
| --------- | ------------------------------------- | ------------------------------------- | ------------------------------------- | ------------------------------------- |
| 1996      | Tier III                              | Anke Huber                            | Helena Suková                         | 6–4, 7–6(2)                           |
| 1997      | Tier III                              | Ruxandra Dragomir                     | Miriam Oremans                        | 5–7, 6–2, 6–4                         |
| 1998      | Tier III                              | Julie Halard-Decugis                  | Miriam Oremans (2)                    | 6–3, 6–4                              |
| 1999      | Tier III                              | Kristina Brandi                       | Silvija Talaja                        | 6–0, 3–6, 6–1                         |
| 2000      | Tier III                              | Martina Hingis                        | Ruxandra Dragomir                     | 6–2, 3–0 rit.                         |
| 2001      | Tier III                              | Justine Henin (1)                     | Kim Clijsters                         | 6–4, 3–6, 6–3                         |
| 2002      | Tier III                              | Eléni Daniilídou                      | Elena Dement'eva                      | 3–6, 6–2, 6–3                         |
| 2003      | Tier III                              | Kim Clijsters                         | Justine Henin-Hardenne                | 6(4)–7, 3–0 rit.                      |
| 2004      | Tier III                              | Mary Pierce                           | Klára Koukalová                       | 7–6(6), 6–2                           |
| 2005      | Tier III                              | Klára Koukalová                       | Lucie Šafářová                        | 3–6, 6–2, 6–2                         |
| 2006      | Tier III                              | Michaëlla Krajicek                    | Dinara Safina                         | 6–3, 6–4                              |
| 2007      | Tier III                              | Anna Čakvetadze                       | Jelena Janković                       | 7–6(2), 3–6, 6–3                      |
| 2008      | Tier III                              | Tamarine Tanasugarn (1)               | Dinara Safina (2)                     | 7–5, 6–3                              |
| 2009      | International                         | Tamarine Tanasugarn (2)               | Yanina Wickmayer                      | 6–3, 7–5                              |
| 2010      | International                         | Justine Henin (2)                     | Andrea Petković                       | 3–6, 6–3, 6–4                         |
| 2011      | International                         | Roberta Vinci                         | Jelena Dokić                          | 6(7)–7, 6–3, 7–5                      |
| 2012      | International                         | Nadia Petrova                         | Urszula Radwańska                     | 6–4, 6–3                              |
| 2013      | International                         | Simona Halep                          | Kirsten Flipkens                      | 6–4, 6–2                              |
| 2014      | International                         | Coco Vandeweghe (1)                   | Zheng Jie                             | 6–2, 6–4                              |
| 2015      | International                         | Camila Giorgi                         | Belinda Bencic                        | 7–5, 6–3                              |
| 2016      | International                         | Coco Vandeweghe (2)                   | Kristina Mladenovic                   | 7–5, 7–5                              |
| 2017      | International                         | Anett Kontaveit                       | Natal'ja Vichljanceva                 | 6–2, 6–3                              |
| 2018      | International                         | Aleksandra Krunić                     | Kirsten Flipkens (2)                  | 6(0)–7, 7–5, 6–1                      |
| 2019      | International                         | Alison Riske                          | Kiki Bertens                          | 0–6, 7–6(3), 7–5                      |
| 2020 2021 | Annullato per pandemia di Coronavirus | Annullato per pandemia di Coronavirus | Annullato per pandemia di Coronavirus | Annullato per pandemia di Coronavirus |
| 2022      | WTA 250                               | Ekaterina Aleksandrova (1)            | Aryna Sabalenka                       | 7–5, 6–0                              |
| 2023      | WTA 250                               | Ekaterina Aleksandrova (2)            | Veronika Kudermetova                  | 4–6, 6–4, 7–6(3)                      |
| 2024      | WTA 250                               | Ljudmila Samsonova                    | Bianca Andreescu                      | 4–6, 6–3, 7–5                         |
| 2025      | WTA 250                               | Elise Mertens                         | Elena-Gabriela Ruse                   | 6-3, 7-6(4)                           |

### Doppio femminile
| Anno      | Categoria                             | Campionesse                                    | Finaliste                                      | Punteggio                             |
| --------- | ------------------------------------- | ---------------------------------------------- | ---------------------------------------------- | ------------------------------------- |
| 1996      | Tier III                              | Larisa Neiland Brenda Schultz                  | Kristie Boogert Helena Suková                  | 6–4, 7–6(7)                           |
| 1997      | Tier III                              | Eva Melicharová Helena Vildová                 | Karina Habšudová Florencia Labat               | 6–3, 7–6(6)                           |
| 1998      | Tier III                              | Sabine Appelmans Miriam Oremans                | Cătălina Cristea Eva Melicharová               | 6(4)–7, 7–6(6), 7–6(5)                |
| 1999      | Tier III                              | Silvia Farina Rita Grande                      | Cara Black Kristie Boogert (2)                 | 7–5, 7–6(2)                           |
| 2000      | Tier III                              | Erika De Lone Nicole Pratt                     | Catherine Barclay-Reitz Karina Habšudová (2)   | 7–6(6), 4–3 rit.                      |
| 2001      | Tier III                              | Ruxandra Dragomir Nadia Petrova                | Kim Clijsters Miriam Oremans                   | 7–6(5), 6(5)–7, 6–4                   |
| 2002      | Tier III                              | Catherine Barclay-Reitz Martina Müller         | Bianka Lamade Magdalena Maleeva                | 6–4, 7–5                              |
| 2003      | Tier III                              | Elena Dement'eva Lina Krasnoruckaja            | Nadia Petrova Mary Pierce                      | 2–6, 6–3, 6–4                         |
| 2004      | Tier III                              | Lisa McShea Milagros Sequera                   | Jelena Kostanić Tošić Claudine Schaul          | 7–6(3), 6–3                           |
| 2005      | Tier III                              | Anabel Medina Garrigues (1) Dinara Safina      | Iveta Benešová Nuria Llagostera Vives          | 6–4, 2–6, 7–6(11)                     |
| 2006      | Tier III                              | Yan Zi Zheng Jie                               | Ana Ivanović Marija Kirilenko                  | 3–6, 6–2, 6–2                         |
| 2007      | Tier III                              | Marina Eraković (1) Michaëlla Krajicek         | Līga Dekmeijere Angelique Kerber               | 7–5, 6–2                              |
| 2008      | Tier III                              | Chan Yung-Jan Chuang Chia-jung                 | Anabel Medina Garrigues Virginia Ruano Pascual | 6–3, 6–2                              |
| 2009      | International                         | Sara Errani (1) Flavia Pennetta                | Michaëlla Krajicek Yanina Wickmayer            | 6–4, 5–7, [13–11]                     |
| 2010      | International                         | Alla Kudrjavceva Anastasija Rodionova          | Vania King Jaroslava Švedova                   | 3–6, 6–3, [10–6]                      |
| 2011      | International                         | Barbora Záhlavová-Strýcová Klára Zakopalová    | Dominika Cibulková Flavia Pennetta             | 1–6, 6–4, [10–7]                      |
| 2012      | International                         | Sara Errani (2) Roberta Vinci                  | Marija Kirilenko (2) Nadia Petrova (2)         | 6–4, 3–6, [11–9]                      |
| 2013      | International                         | Irina-Camelia Begu Anabel Medina Garrigues (2) | Dominika Cibulková (2) Arantxa Parra Santonja  | 4–6, 7–6(3), [11–9]                   |
| 2014      | International                         | Marina Eraković (2) Arantxa Parra Santonja     | Michaëlla Krajicek (2) Kristina Mladenovic     | 0–6, 7–6(5), [10–8]                   |
| 2015      | International                         | Asia Muhammad Laura Siegemund                  | Jelena Janković Anastasija Pavljučenkova       | 6–3, 7–5                              |
| 2016      | International                         | Oksana Kalašnikova Jaroslava Švedova           | Xenia Knoll Aleksandra Krunić                  | 6–1, 6–1                              |
| 2017      | International                         | Dominika Cibulková Kirsten Flipkens            | Kiki Bertens Demi Schuurs                      | 4–6, 6–4, [10–6]                      |
| 2018      | International                         | Elise Mertens Demi Schuurs                     | Kiki Bertens (2) Kirsten Flipkens              | 3–3 rit.                              |
| 2019      | International                         | Shūko Aoyama (1) Aleksandra Krunić             | Lesley Kerkhove Bibiane Schoofs                | 7–5, 6–3                              |
| 2020 2021 | Annullato per pandemia di Coronavirus | Annullato per pandemia di Coronavirus          | Annullato per pandemia di Coronavirus          | Annullato per pandemia di Coronavirus |
| 2022      | WTA 250                               | Ellen Perez Tamara Zidanšek                    | Veronika Kudermetova Elise Mertens             | 6–3, 5–7, [12–10]                     |
| 2023      | WTA 250                               | Shūko Aoyama (2) Ena Shibahara                 | Viktória Hrunčáková Tereza Mihalíková          | 6–3, 6–3                              |
| 2024      | WTA 250                               | Ingrid Neel Bibiane Schoofs                    | Tereza Mihalíková (2) Olivia Nicholls          | 7–6(6), 6–3                           |
| 2025      | WTA 250                               | Irina Chromačëva Fanny Stollár                 | Nicole Melichar-Martinez Ljudmila Samsonova    | 7-5, 6-3                              |